# بخش اندرسون (شهرستان همیلتون، اوهایو)
بخش اندرسون (به انگلیسی: Anderson Township) یک منطقهٔ مسکونی در ایالات متحده آمریکا است که در شهرستان همیلتون، اوهایو واقع شده‌است.
 بخش اندرسون ۸۰٫۸ کیلومتر مربع مساحت و ۴۳٬۴۴۶ نفر جمعیت دارد و ۲۲۱ متر بالاتر از سطح دریا واقع شده‌است.